# حضرت شاه
حضرت شاه (به ازبکی: Hazratishoh) یک منطقهٔ مسکونی در ازبکستان است که در شهرستان چارتاق واقع شده‌است. حضرت شاه ۹۸۲ متر بالاتر از سطح دریا واقع شده‌است.